# Борислав Средков
Борислав Сретков Цеков (често неправилно изписван като Борислав Средков Ценов) е бивш български футболист, полузащитник. Играл е за ЦСКА от 1971 до 1979 г. Има 150 мача и 16 гола в А група. Четирикратен шампион на България през 1972, 1973, 1975 и 1976 и трикратен носител на Купата на Съветската армия през 1972, 1973 и 1974 г. Има 5 мача за А националния отбор. „Майстор на спорта“ от 1976 г. В евротурнирите има 14 мача (9 за КЕШ, 2 за КНК и 3 за купата на УЕФА).